# DJ Umek
DJ Umek, właśc. Uroš Umek (ur. 16 maja 1976 w Lublanie) – słoweński Dj i producent muzyczny.

## Życiorys
Od dziecka interesował się muzyką elektroniczną i chciał zostać DJ i producentem muzycznym. W 1993 roku rozpoczął debiutanckie i oficjalne granie, będąc jednym z pionierów muzyki techno w swoim kraju i jednym z pionierów miksowania z płyty gramofonowej. Wraz z grupą przyjaciół zaczął organizować imprezy, które promowały muzykę techno. Bardzo rozpowszechnił i spopularyzował muzykę techno w Słowenii, następnie prawie na całym świecie za sprawą utworu „Posing As Me”, który był emitowany w telewizji i radio.

## Utwory
- Umek: I Am Ready EP – Astrodisco
- Umek: Overtake And Command – CodeX
- Umek: Akul – Audiomatique
- Umek: Posing as me – Earresistible Musick
- Umek: Carbon Occasions – Earresistible Musick
- Umek: Pint this Story – Manual
- Umek & iTurk: Anxious On Demand – Confused Recordings
- Umek & Matthew Hoag: One Option & The Santien Race – Little Mountain Recordings
- Umek: Utopia EP – Renaissance
- Umek: Complex Puzzle – Proton Music
- Umek: Vice Grip – Circle Music
- Umek & Beltek: Army Of Two – Pilot6 Recordings (Armada)
- Umek & Fergie: Gatex EP – Sixteenofive
- Umek: Generation After EP – Italo Business
- Umek: Intense Emotion EP – Audiomatique Recordings
- Umek vs. Beltek: Option To Stimulate EP – Pilot 6 Recordings (Armada)
- Umek: 2nd To None – Rekluse
- Umek vs. Beltek: Is It / Longer Trail – Pilot6 Recordings (Armada)
- Umek: Destructible Enviroment – Sixteenofive
- Umek: Mugwump: Mindflexes / Pravim Haos – Cocoon Recordings
- Umek: S Cream – Hell Yeah
- Umek: Designed Persona – Tronic
- Umek: You Might Hear Nothing – Dataworx Digital
- Umek: 16th Century Japan EP – Astrodisco
- Umek: Heat Mode EP – Jericho
- Umek: Twisted Route EP – Soundz
- Umek vs. Tomy DeClerque: Reason Revealed – Terminal M
- Umek: Carbon Occasions – Pacha Recordings
- Umek: You Might Hear Nothing The Remixes – Dataworx Digital
- Umek vs. Siniša Lukic: Blinking Indicator EP – 1605
- Umek: Curved Trajectory EP – 1605
- Umek vs. Ramirez: Hablando – 1605
- Umek: Work This Data – Dataworx Digital
- Umek: Dementia EP – Hell Yeah
- Umek: Slap – 1605
- Umek vs. Jay Lumen: Sinful Ladies – Great Stuff Recordings
- Umek: Individual Breath – 1605
- Umek: Responding To Dynamic (Album) – 1605
- Umek: Circles Of Hell – 1605
- Umek: OMGWTF – 1605
- Umek: Chase The Moroder – Toolroom Records
- Umek & Beltek: We Are Not Done Yet – 303 Lovers
- Umek: Enhance The Tension – 1605
- Umek: Card Gamble – Hotfingers
- Umek & Beltek: Back In The Race – Cr2 Records
- Umek: Gatex 2010 – 1605
- Umek: Fire Fight/Ljubljana – Intec Digital
- Umek & Jay Lumen: Popgirls – 1605
- Umek: Novi Sad – Great Stuff Recordings
- Umek vs PHNTM: Freaks On The Floor – 1605
- Umek vs Traumer: She Never Wants To Come Down – 1605
- Umek vs Tomy DeClerque: Original Challenge EP – CR2
- Umek vs Christian Cambas: On The Edge – 1605
- Umek, PHNTM – Dead Space – Toolroom Records
- Umek – Sarajevo – Toolroom
- Umek – System Of Rules – 1605
- Umek – Fenaton 2011
- Umek & Beltek – Let The Bass Kick – Toolroom Records
- Umek – Get Sucked – 1605
- Umek – Slap (Acida Corporation Remix) – 1605
- Umek – Slap (Elio Ks Remix) – 1605
- Umek – Slap (Sheff Remix) – 1605
- Umek – Next Turn – Cr2 Records
- Umek & Christian Cambas – On The Edge (Stefano Noferini Remix) – 1605
- Umek – Promise Land – 1605
- Umek – Zagreb – 1605
- Umek & Stefano Noferini – Complementary Access – Great Stuff
- Umek – Beograd – 1605 (2011)
- Umek & Beltek – Out Of Play – Toolroom
- Umek & Christian Cambas – Heroes Of The Day – 1605
- Umek – Falling Up The Stairs – 1605
- Umek – Split EP – 1605

## Remiksy
- Ben Long: RMX Umek Potential 5
- Space DJ'z: RMX Umek Potential 6
- La Monde vs. Levatine: RMX Umek Monoid 21
- Jamie Bissmire & Ben Long: Ground 8
- Lucca: Mirrage / Umek rmx – Acapulco records
- Laibach: Tanz Mit Laibach – Umek Rmx (Nova Mute)
- Depeche Mode: I feel Loved – Umek remix (NovaMute, Pias)
- Nathan Fake: Outhouse – Umek Astrodisco rmx (Recycled Loops)
- Julian Jeweil: Air Conditionne – Umek remix (Skryptom)
- Ralph Falcon: The Dig (Umek Remix) – Renaissance
- David Granha – Las Aventuras (Umek Remix) – Acid Milk Recordings
- Jeremiah – Surface Of The Moon (Umek Remix) – Ambig Records
- Filth & Splendour vs. Kalve – Divide (Umek Remix) – Twisted Frequency
- Oliver Koletzki and Roland Clark – Yes We Can (Umek Remix) – Hell Yeah
- Eric Entrena vs. Rafael Noronha & De Dupre – Underground (Umek Remix) – Dirty Players
- Joseph Capriati – C'est La Vie (Umek Remix) – Analytic Trail
- Dyno – Karmient (Umek Remix) – Hell Yeah Recordings
- David Scaloni – Technida (Umek Remix) – Weave Music
- Jack de Molay vs. Libex – Wiplash (Umek Mix) – Hollister Records
- Thomas Gold – The Button (Umek's Buttoon To Push Remix) – Toolroom Records
- Duca – Home (Umek Remix) – Tribal Vision Records
- Koen Groeneveld – Fly-By-Wire (Umek Remix) – Abzolut
- Christian Smith – Break It Down (Umek Big Room Remix) – Tronic
- Spektre – Casting Shadows Without Light (Umek Remix) – Respekt Recordings
- Rah Band – Clouds Across The Moon (Jay Lumen & Umek Hey Baby Remix) – Great Stuff Recordings
- Mauro Picotto – Motion (Umek Remix) – Alchemy
- Sebastien Leger – Mixtape (Umek Remix) – Mistakes Music
- Drax LTD II – Amphetamine (Umek Remix) – AFU Limited
- Tocadisco feat. Lennart A. Salomon – Alright (Umek Remix) – Superstar Recordings
- D-Unity – Purple Pills (Umek 1605 Remix) – Beat Therapy Records
- Hertz & Subway Baby – Shockz (UMEK Remix) -1605
- Pleasurekraft – Satyr Song (UMEK Remix) – 1605